# Gilbert Robin (cyclisme)
Pour les articles homonymes, voir Gilbert Robin et Robin.
Gilbert Robin, né le 16 juillet 1867 à Arthel (Nièvre), est un coureur cycliste français, actif en 1892.

## Palmarès
- 1892
  - 2e de Toulouse-Bordeaux-Toulouse
  - 3e de Paris-Nantes-Caen-Rouen-Paris